# Efrem (Stenakis)
Efrem, imię świeckie Ewangelos Stenakis (ur. 1948 w Kypsela) – duchowny Greckiego Kościoła Prawosławnego, od 2001 metropolita Idry, Spetses i Eginy.

## Życiorys
W 1973 przyjął stan mniszy i został wyświęcony na diakona. Święcenia kapłańskie przyjął w 1979 i w tym samym roku otrzymał godność archimandryty. Chirotonię biskupią przyjął 14 stycznia 2001.